# American Steam Truck Company
American Steam Truck Company war ein US-amerikanischer Hersteller von Automobilen.

## Unternehmensgeschichte
R. R. Howard gründete 1918 das Unternehmen. Der Hauptsitz befand sich an 20 East Jackson Boulevard in Chicago in Illinois und das Werk in Elgin. 1918 entstand ein erster Prototyp, der 1920 in der Presse beschrieben wurde. Einem Nutzfahrzeug mit Dampfmotor im April 1922 folgten im Mai 1922 Personenkraftwagen mit Dampfmotoren. Der Markenname lautete American Steamer. Im ersten Monat entstanden fünf Dampfwagen und bis Ende 1922 weitere elf. 1924 endete die Produktion, als das Unternehmen in Bankrott ging. Eine Quelle gibt die Gesamtproduktionszahl mit 16 an.

## Fahrzeuge
Der Dampfmotor war ein Zweizylindermotor. Er hatte nur 17 bewegliche Teile. Die Pkw waren im ersten Jahr nur als Tourenwagen und ab 1923 als Coupé, Limousine, Roadster und Tourenwagen erhältlich.